# Félix Dujardin
Félix Dujardin (Tours, 5 aprile 1801 – Rennes, 8 aprile 1860) è stato uno zoologo e botanico francese.

## Biografia
Dujardin fu un autodidatta, ma divenne presto celebre per le sue ricerche sugli invertebrati e in particolare sui protozoi, dei quali definì per la prima volta il gruppo a partire dai suoi lavori sugli infusori. Chiamò quest'insieme Rizhopoda.

Studiò anche i foraminiferi, che identificò per primo come esseri unicellulari. Dujardin notò come tali organismi avessero in comune una determinata sostanza, sulla quale egli non indagò a fondo, pur dandole il nome di Sarcode, ma che in seguito fu chiamata protoplasma da Hugo von Mohl (1805-1872).
Come botanico studiò il vacuolo (componente principale delle cellule vegetali) e lo nominò Vacuum (vuoto).

Nel 1835 rigettò la teoria di Christian Gottfried Ehrenberg (1795-1876) secondo la quale i microrganismi sono degli "organismi completi" simili agli animali superiori pluricellulari.

Si applicò altresì allo studio dei cnidari o celenterati, degli echinodermi e degli elminti: i suoi studi su questi ultimi costituirono le basi della parassitologia.

Nel 1850 fu il primo descrivere i corpi fungini (mushroom bodies), strutture chiave del sistema nervoso degli insetti.

Nel 1839 aveva ottenuto la cattedra di geologia e mineralogia all'Università di Tolosa e, l'anno seguente, quella di zoologia all'Università di Rennes.

## Opere principali
- Dujardin F. 1837. Mémoire sur les couches du sol en Touraine et descriptions des coquilles de la craie des faluns Archiviato il 6 marzo 2014 in Internet Archive..
- Dujardin F. 1841. Histoire naturelle des zoophytes. Infusoires, comprenant la physiologie et la classification de ces animaux, et la manière de les étudier à l'aide du microscope.
- Dujardin F. 1842. Nouveau manuel de l'observateur au microscope.
- Dujardin F. 1845. Histoire naturelle des helminthes ou vers intestinaux. xvi, 654+15 pp. + Plates.